# من أجل العدالة
من أجل العدالة (بالإنجليزية: Out for Justice)‏ هو فيلم حركة تم إنتاجه في الولايات المتحدة وصدر في سنة 1991. من بطولة ستيفن سيغال.

## الميزانية والإيرادات
بلغت تكلفة إنتاج الفيلم حوالي 14,000,000 دولار بينما حقق أرباحا تقدر بـ 39,673,161 دولار.

## وصلات خارجية
- من أجل العدالة على موقع IMDb (الإنجليزية)
- من أجل العدالة على موقع ميتاكريتيك (الإنجليزية)
- من أجل العدالة على موقع روتن توميتوز (الإنجليزية)
- من أجل العدالة على موقع نتفليكس (الإنجليزية)
- من أجل العدالة على موقع ألو سيني (الفرنسية)
- من أجل العدالة على موقع Turner Classic Movies (الإنجليزية)
- من أجل العدالة على موقع أول موفي (الإنجليزية)
- من أجل العدالة على موقع بوكس أوفيس موجو (الإنجليزية)
- من أجل العدالة على موقع فيلمافينيتي (الإسبانية)
- من أجل العدالة على موقع قاعدة بيانات الأفلام السويدية (السويدية)